# Filippo Calendario
Filippo Calendario (... – Venezia, dopo il 16 aprile 1355) è stato un architetto, scultore e armatore italiano.
Viene citato per la prima volta il 2 maggio 1340 come Philippus Calandarius taiapetra sancti Samuelis. Detto per la sua attività tajapietra, anche noto col cognome di Calandario, operò a Venezia nel cantiere della ricostruzione di Palazzo Ducale, che sarebbe stato avviato attorno al 1340. Era proprietario di alcune navi usate per il trasporto di blocchi di pietra: venne più volte multato per non aver adempiuto a degli impegni presi con la magistratura competente alla costruzione dei moli lungo i lidi. Arrestato nel gennaio 1355, processato il 16 aprile, morì impiccato in quanto aveva preso parte alla congiura ordita dal doge Marino Faliero come organizzatore della stessa.